# Staropramen
Pivovara Staropramen je druga najveća pivovara u Češkoj, koja se nalazi u praškom naselju Smihov. Osnovana je 1869. godine, a brendirano ime Staropramen, doslovno prevedeno znači stari izvor, i registrirano je 1911. godine. 

## Povijest
Izgradnja pivovare je završena 1871. Ostavar pivovara je otvorena 1898., godinu nakon pivovare Branik, a kasnije su se ove dvije pivovare spojile sa Staropramenom.
Tokom 1930-ih, Staropramen je postao najveća pivovara u Čehoslovačkoj. Dolaskom socijalizma nakon Drugog svjetskog rata, sve čehoslovačke pivovare bile su nacionalizirane, uključujući i Staropramen. Nakon pada socijalizma 1989. godine, Staropramen je zajedno s pivovarama Branik i Meštan 1992. postao dio grupacije praških pivovara (češ. Pražské Pivovary), koja je 1996. došla pod kontrolu kompanije Bass. Od 2012. vlasnik je američka kompanija Molson Coors Brewing Company.
Staropramen je trenutno drugi najveći proizvođač piva u Češkoj s 15,3% udjela na domaćem tržištu.
Za područje Hrvatske, Staropramen proizvodi Zagrebačka pivovara.